# 1804
Cette page concerne l'année 1804  du calendrier grégorien.
L'année 1804 est une année bissextile qui commence un dimanche.

## Événements
- 17 janvier : le gouverneur du Sénégal Blanchot reprend provisoirement l’île de Gorée aux Britanniques, qui la reprennent le 18 mars[1].

- 20 février : établissement britannique à Hobart (Australie)[2].
- Février : début du règne de Toro Kouamena, dit Osei Bonsu, asantehene des Ashanti (fin en 1824)[3].

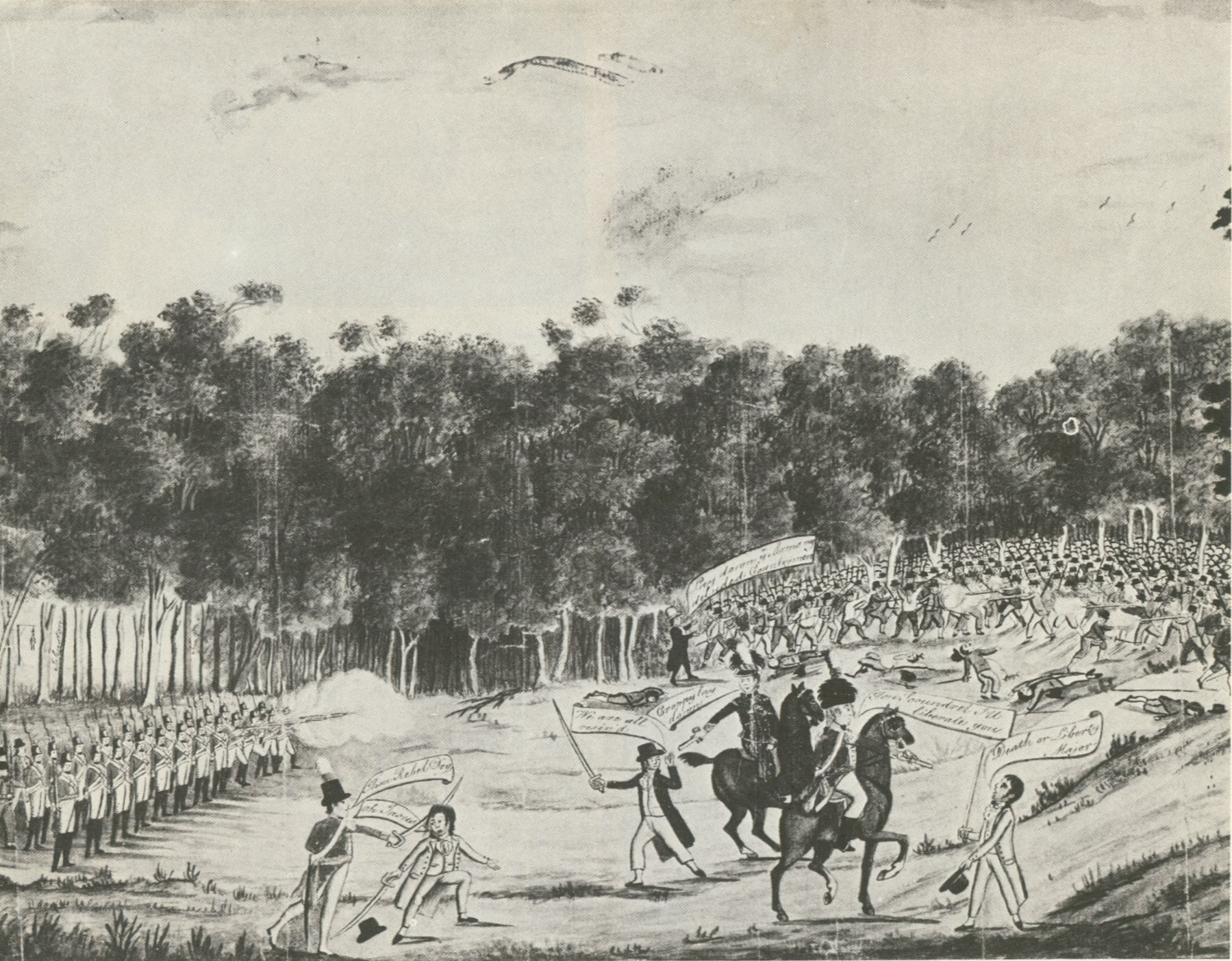
4 mars : en, dessin d'un témoin oculaire

- 4-5 mars : rébellion des prisonniers irlandais de la colonie pénitentiaire de Castle Hill, en Australie[4].

- 21 juin : Usman dan Fodio prêche la guerre sainte (djihad) contre les Haoussas et remporte la victoire sur l’armée de Younfa à Tabkin Kwato. Il est proclamé Commandeur des Croyants et règne sur le Gober (fin en 1817). Création de l'Empire Peul de Sokoto (1804-1859)[5].
  - Bitekar Ludduji, un Peul qui était avant considéré comme marabout des Zarma dans le Dallol Bosso, ouvre les hostilités contre les Zarma deux semaines après l’avènement d’Usman dan Fodio dans le pays Haoussa[6].

- Madagascar : le général Decaen, capitaine général des établissements français dans l’Inde établit la capitale de la colonie française de Madagascar à Tamatave, qui contrôle la côte est[7]. Les cinq grands royaumes composant le reste de l’île se consolident en annexant les plus faibles et en développant les échanges avec l’extérieur.

- Maroc : les armées chérifiennes remportent une victoire sur la tribu berbère Aït Idrasen. Le sultan perçoit des impôts des régions Taza et de Oujda, puis fait rétablir l’ordre dans les oasis[8]

- Projet d’expédition en Australie de Napoléon Ier[9].

### Amérique
- 1er janvier : Jean-Jacques Dessalines, ancien lieutenant de Toussaint Louverture déclare l'indépendance d'Haïti et fonde la première République noire de l’histoire dans la partie française de Saint-Domingue, qui prend le nom que donnait autrefois les indiens à l’île. Le 8 octobre, il est proclamé empereur d'Haïti sous le nom de Jacques Ier[10].

- 22 février : décret de Dessalines ordonnant le massacres des Créoles en Haïti[11]. Des milliers de colons français et de Créoles se réfugient aux États-Unis, en particulier à Philadelphie.

- 14 mai : départ de l'expédition Lewis et Clark. Meriwether Lewis et William Clark ouvrent la voie terrestre de l'embouchure du Missouri jusqu'au Pacifique à travers les montagnes Rocheuses (fin en 1806)[12].

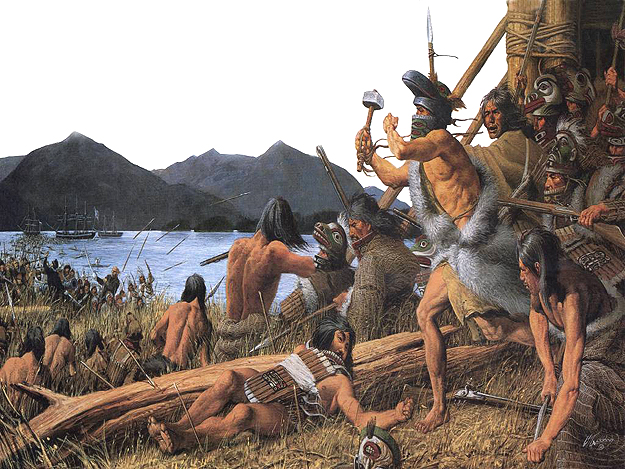
La bataille de Sitka peinte par Louis S. Glanzman en 1988

- 1er7 octobre : bataille de Sitka, en Alaska. Les Russes sont contraints de reprendre et de reconstruire le poste fortifié de Sitka (Novy Arkhangelsk) détruit deux ans plus tôt par les Tlingits. Novo-Arkhangelsk devient le centre de la puissance russe en Alaska[13].

- 5 décembre : Thomas Jefferson obtient un second mandat de président des États-Unis[14].
- 24 décembre : l’Acte de Consolidation confisque les fonds ecclésiastiques en Nouvelle-Espagne (Mexique)[15].

### Asie
- Janvier : début de l'Ère Bunka au Japon (fin en avril 1817)[16].

- 14 février : bataille de Poulo Aura, engagement naval mineur en mer de Chine méridionale[17].

- 18 septembre : bataille navale de Vizagapatam[18].

- 18 octobre (6 octobre du calendrier julien) : Paul Tsitsianov marche contre la forteresse de Gandja[19]. 
  - Guerre russo-persane (fin en 1813). Tension entre la Perse et la Russie au sujet des provinces du Caucase et de la Géorgie, annexée par les Russes en 1801. Téhéran cherche un soutien, mais accueille avec réserve les offres de la France (traité de Finkenstein). Fath'Ali Chah sollicite l’aide des Britanniques et envoie une délégation au Royaume-Uni[20].
- 20 octobre-30 avril 1805 : le Russe Nikolaï Rezanov, directeur de la Compagnie russo-américaine, passe six mois à bord du Nadezhda dans le port de Nagasaki. Il prétexte du débarquement de naufragés japonais pour demander l’ouverture de relations commerciales. Refus des autorités shogunales[21].

- 30 novembre : le sultan de Mascate et Oman Sultan ibn Ahmad est assassiné par des pirates entre Basra et Oman. Son fils Seyyd Saïd ibn Sultan lui succède (fin en 1856)[22]. Il monte sur le trône de Mascate après avoir fait assassiner son frère en 1806.

- Chine : défaites des rebelles de la secte du lotus blanc[23].

### Europe
- Janvier, Serbie : les janissaires font arrêter et tuer 70 notables serbes[24].
- 12 février : le philosophe Emmanuel Kant décède à Königberg.

- 15 février (2 février du calendrier julien) : assemblée d’Orašac. Début du premier soulèvement serbe contre le pouvoir ottoman mené par Georges Karageorges, encouragée par la Russie (fin en 1813)[24].
- 15 mars-21 mars : affaire du duc d'Enghien. Le duc d'Enghien, accusé de complot, est enlevé en Bade par les Français, jugé et exécuté à Vincennes[25].

- 14 avril : Hardenberg devient ministre des Affaires étrangères de Prusse (fin en 1806)[26].

- 10 mai : début du deuxième ministère tory de William Pitt le Jeune, Premier ministre du Royaume-Uni (fin en 1806)[27]. Le Parlement, estimant Addington incapable de faire face à l’hégémonie française, rappelle William Pitt qui redresse la situation diplomatique et militaire.
- 18 mai : Napoléon Ier devient empereur des Français[28].
- 28 mai : la République italienne est transformée en royaume héréditaire au profit de Napoléon Ier et de ses descendants[29].

- 11 août : début du règne de François Ier d'Autriche comme empereur héréditaire d'Autriche[30]. Il unifie tous les territoires de la monarchie habsbourgeoise.

- Septembre : Karl Stein (1757-1831) est nommé ministre du Commerce, de l’Industrie et des Douanes en Prusse[31].

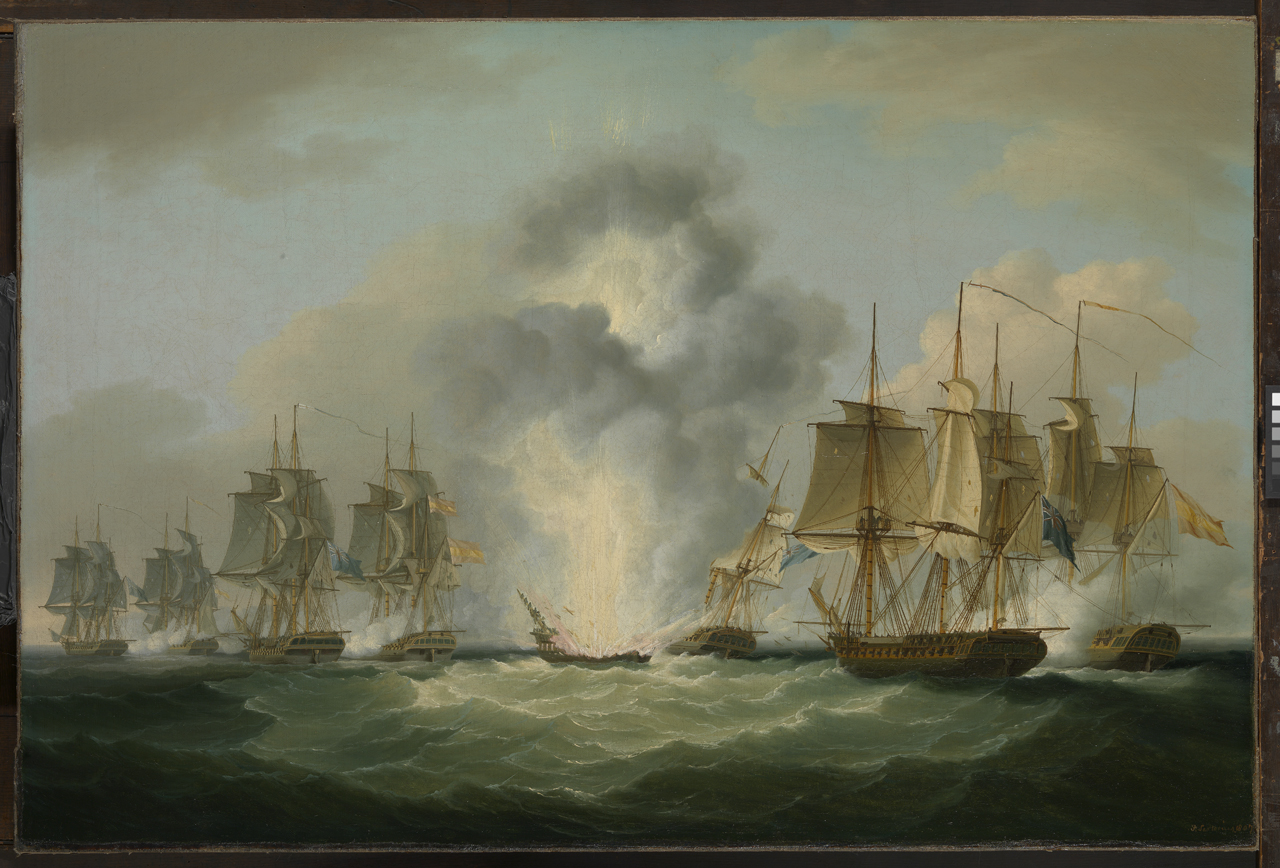
5 octobre : victoire britannique sur la flotte espagnole à la bataille du Cap Sainte Marie, au large du Portugal

- 6 novembre : alliance Austro-russe secrète contre la France[32].
- 2 décembre : sacre de Napoléon Bonaparte empereur des Français.

- 14 décembre : guerre entre l'Espagne et le Royaume-Uni. Le ministre espagnol Godoy doit renouveler son alliance avec la France de Napoléon Ier[33]. Cette alliance est fondée sur la crainte du gouvernement de ne pouvoir défendre ses colonies contre le Royaume-Uni et sur l’espoir du roi de se faire octroyer pour ses enfants les trônes italiens et pour lui le trône du Portugal.

#### Russie
- 28 janvier : Adam Czartoryski est nommé ministre des Affaires Étrangères (fin en 1806)[34].

- 20 février : mesure en faveur des serfs de Livonie, fixant leurs obligations et garantissant aux paysans la jouissance héréditaire de leur tenure[35].

- 25 avril, Caucase : Salomon II (1784-1815) roi d’Imérétie, devient vassal de la Russie[36].

- 3 juillet, Caucase : Vakthang II Gouriéli accepte le protectorat de la Russie sur la Gourie[37].
- Juillet : loi modérée sur la censure[38].

- 5 novembre : statut des universités (autonomie)[39]. Institut pédagogique de Saint-Pétersbourg, mesures préparant la création des universités de Kharkov (1805) et de Kazan (1814).

- 9 décembre : loi sur les Juifs[40] ; liberté de conscience, mais maintien de la zone de résidence dans les provinces occidentales. Les écoles élémentaires, secondaires et supérieures sont autorisées à admettre les Juifs. Les écoles juives sont autorisées mais l’enseignement doit se faire en russe, en polonais ou en allemand. Les Juifs ne peuvent plus vendre de boissons alcoolisées aux paysans. Sans ressources, des milliers de familles sont autorisées à s’établir comme paysans, devenir ouvriers d’usine ou artisans.

- Balachov est nommé chef de la police de Moscou (fin en 1807)[41].

## Naissances en 1804
- 9 janvier : Louis Jean Baptiste d’Aurelle de Paladines, militaire français, général de division († 17 décembre 1877).
- 13 janvier : Paul Gavarni, aquarelliste et dessinateur français († 24 novembre 1866).
- 21 janvier : François-Gabriel Lépaulle, peintre français († 28 août 1886).
- 26 janvier : Eugène Sue, écrivain français († 3 août 1857).

- 7 février : John Deere, fondateur de l'entreprise, John Deere († 17 mai 1886).
- 12 février : Jan Adam Kruseman, peintre néerlandais († 17 mars 1862).
- 19 février : Carl von Rokitansky, médecin pathologiste, homme politique et philosophe austro-hongrois d'origine bohémienne († 23 juillet 1878).
- 29 février : Hercule Florence, peintre et inventeur franco-brésilien († 27 mars 1879).

- 1er mars : Franz Hanfstaengl, peintre, lithographe et photographe allemand († 18 avril 1877).
- 2 mars : Auguste Raffet, dessinateur, graveur et peintre français († 16 février 1860).
- 7 mars : Constant d'Hoffschmidt, homme politique belge († 14 février 1873).
- 12 mars : Jules-Antoine Droz, peintre et sculpteur français († 26 janvier 1872).
- 14 mars : Johann Strauss père, compositeur autrichien († 25 septembre 1849).
- 16 mars : Jules-Claude Ziegler, peintre de l'école française († 22 décembre 1856).
- 20 mars : Salvatore Lo Forte, peintre italien († 11 janvier 1885).
- 21 mars : Ede Zsedényi, homme politique hongrois († 20 février 1879).

- 2 avril : Auguste-Hyacinthe Debay, sculpteur et peintre français († 24 mars 1865).
- 7 avril : James Emerson Tennent, homme politique et voyageur irlandais († 6 mars 1869).

- 8 mai : Émile Signol, peintre français († 4 octobre 1892).
- 31 mai : Louise Farrenc, compositrice, pianiste et professeur française († 15 septembre 1875).

- 1er juin :
  - Émile-Joseph-Maurice Chevé, professeur de musique français († 26 août 1864).
  - Mikhaïl Ivanovitch Glinka, compositeur russe († 15 février 1857).
- 9 juin : Joan Nin i Serra, prêtre, musicologue, compositeur et maître de chapelle espagnol († 8 août 1867).
- 10 juin : Hermann Schlegel, ornithologue allemand († 17 juin 1884).
- 12 juin : Henri Frédéric Schopin, peintre français d'origine allemande († 21 octobre 1880).
- 17 juin : Henry Richard Charles Wellesley, homme politique britannique († 15 juillet 1884).
- 24 juin : Stephan Ladislaus Endlicher, botaniste et linguiste autrichien († 28 mars 1849).

- 1er juillet : George Sand, écrivain française († 8 juin 1876).
- 4 juillet : Casimir Gide, compositeur de musique, libraire et éditeur d'estampes et de cartes français († 18 février 1868).

- 15 juillet : Ludwig von Haber von Linsberg, financier et homme politique autrichien († 27 janvier 1892).
- 20 juillet : Richard Owen, biologiste, spécialiste en anatomie comparée et paléontologue britannique († 18 décembre 1892).
- 22 juillet : Victor Schœlcher, homme d’État français, connu pour avoir poussé à l'abolition définitive de l'esclavage en France († 25 décembre 1893).
- 29 juillet : Edmond Geffroy, peintre français († 8 février 1895).

- 4 août : Robert William Buss, aquafortiste et illustrateur britannique († 26 février 1875).
- 7 août : Johan Nicolai Madvig, philologue et homme politique danois († 12 décembre 1886).

- 11 septembre : Jacques-Philippe Renout, peintre français († 4 janvier 1867).
- 12 septembre : Charles de Linange, troisième prince de Linange († 13 novembre 1856).
- 14 septembre : John Gould, ornithologue et naturaliste britannique († 3 février 1881).
- 24 septembre : William Evans Burton,  acteur, dramaturge, directeur de théâtre et journaliste anglais († 10 février 1860).
- 28 septembre : Jean-Baptiste Barré, sculpteur et peintre français († 24 avril 1877).
- 29 septembre : Giovanni Carnovali, peintre italien († 5 juillet 1873).
- 30 septembre : Édouard Hostein, peintre français († 25 août 1889).

- 14 octobre : Carl Timoleon von Neff, peintre, conservateur germano-balte sujet de l'Empire russe († 5 janvier 1877).
- 28 octobre : Pierre François Verhulst, mathématicien belge († 15 février 1849).

- 14 novembre : Heinrich Dorn, compositeur de musique romantique allemand († 10 janvier 1892).
- 17 novembre : Léon Soulié, peintre français († 5 mai 1862).
- 22 novembre : Hippolyte Dominique Holfeld, peintre français († 13 janvier 1872).
- 23 novembre : Franklin Pierce, futur président des États-Unis († 8 octobre 1869).
- 27 novembre : Julius Benedict, compositeur et chef d'orchestre allemand naturalisé anglais († 5 juin 1885).

- 5 décembre : Antonio de Brugada, peintre espagnol († 17 février 1863).
- 16 décembre : Adèle Kindt, peintre belge († 1894).
- 18 décembre : François Antoine Léon Fleury, peintre français († 1858).
- 19 décembre : Fitz Henry Lane, peintre américain († 14 août 1865).
- 21 décembre : Benjamin Disraeli, homme d'État et écrivain britannique († 19 avril 1881).
- 29 décembre : Jacques Rothmuller, peintre et lithographe français († 10 février 1862).
- 30 décembre : Maximilian von Schwerin-Putzar, propriétaire terrien et homme politique prussien († 2 mai 1872).

- Date inconnue :
  - Noël Nouet, peintre français († 8 décembre 1878).
  - Prosper Saint-Germain, peintre et illustrateur français († 1875).
  - Adolphus Slade, officier naval et auteur britannique devenu amiral ottoman († 1877).

## Décès en 1804
- 4 janvier : Jacques-François de Borda d'Oro, magistrat et géologue français (° 25 mai 1718).
- 14 janvier : Pietro Antonio Novelli, dessinateur, illustrateur, écrivain, poète, graveur et peintre italien (° 7 septembre 1729).

- 6 février :
  - William Bingham, financier et homme d'État américain (° 8 avril 1752).
  - Joseph Priestley, chimiste et théologien britannique (° 13 mars 1733).
- 12 février : Emmanuel Kant, philosophe allemand (° 22 avril 1724).
- 27 février : Auguste-Louis de Rossel de Cercy, aristocrate, officier de marine et peintre français (° 22 juin 1736).

- 3 mars : Giandomenico Tiepolo, peintre italien (° 30 août 1727).
- 26 mars : Lazare Bruandet, peintre français (° 3 juillet 1755).
- 30 mars : Victor-François de Broglie, duc de Broglie, Maréchal de France (° 19 octobre 1718).

- 9 avril : Jacques Necker, ministre de Louis XVI (° 30 septembre 1732).
- 14 avril : Francisco Antonio de Lorenzana y Butrón, cardinal espagnol, archevêque de Tolède (° 22 septembre 1722).

- 2 mai : Johann Stadler, clarinettiste autrichien (° 6 mai 1755).

- 24 juillet : Martin Knoller, peintre autrichien actif en Italie (° 8 novembre 1725).
- 29 juillet : William Irvine, médecin, militaire et homme d'État irlando-américain (° 3 novembre 1741).

- 22 août : Raymond de Boisgelin, cardinal français (° 27 février 1732).

- 20 septembre : Pierre Méchain, astronome français (° 16 août 1744).

- 2 octobre : Joseph Cugnot, ingénieur militaire français (° 26 février 1725).

- 1er novembre : Johann Friedrich Gmelin, naturaliste allemand (° 8 août 1748).
- 2 novembre : Armand-Gaston Camus, avocat, jurisconsulte et homme politique français  (° 2 avril 1740).
- 4 novembre :  Nicola Peccheneda, peintre italien (° 1725).
- 5 novembre : August Friedrich Oelenhainz, peintre allemand (° 28 juin 1745).
- 19 novembre : Pietro Guglielmi,  compositeur italien (° 9 décembre 1728).

- Date inconnue :
  - Giovanni Campovecchio, peintre italien (° 1754).
  - Luigi Campovecchio, peintre italien (° 1740).
  - Philippe Henri Coclers van Wyck, peintre actif à Liège, à Rome, en Hollande et à Paris (° 29 juin 1738).